# Comte de Mar

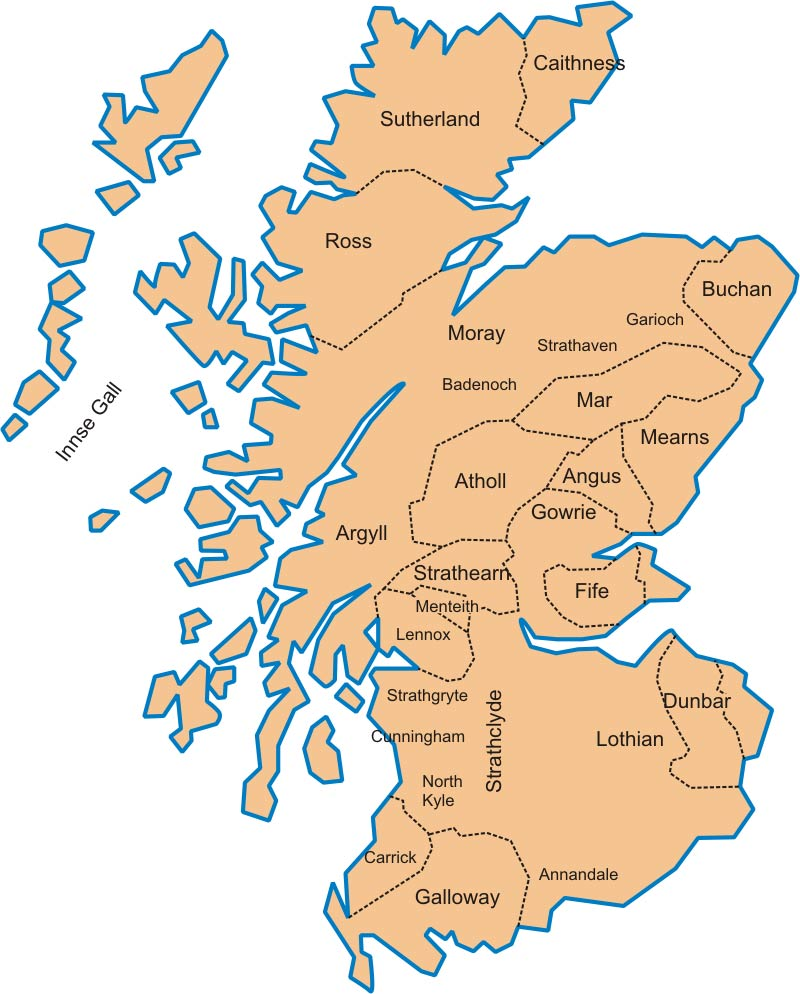
Carte des principales seigneuries d'Écosse vers 1230. Le territoire de Mar est déjà réduit par rapport à ce qu'il était au IXe siècle.

Comte de Mar est un titre créé plusieurs fois dans la pairie d'Écosse, mais qui fut, à partir du XIIe siècle, un titre porté par les successeurs des mormaers de Mar, seigneurs du territoire de Mar (en anglais Earldom of Mar). Le titre dérive de Marr, l'une des sept provinces originelles de l'Écosse au IXe siècle. Les terres du mormaer de Mar couvraient alors les territoires des comtés historiques d'Aberdeenshire et Banffshire.
Étant donné l'incertitude entourant les conditions d'attribution du titre à John Erskine († 1572) en 1565, il existe de nos jours deux titres différents de comte de Mar.

## Histoire du titre

### Premiers mormaers
Le premier mormaer de Mar dont la trace est conservée par les Annales irlandaises est Domnal (Donald) mac Eimen mac Cainnech tué en 1014 à la bataille de Clontarf dans les rangs de Brian Boru.

### Premiers comtes
On peut suite reconstituer la suite des Mormaer de Mar à partir de Ruadri mort après 1131 et cité dans le Book of Deer. À la mort de Duncan († 1242/44), le droit de succession de son fils William est contesté par Alan Durward († 1275). Il revendique être l'héritier légitime (probablement comme arrière-petit-fils de Gilchrist) car Duncan et son père Morgrund seraient des enfants illégitimes, ne pouvant donc succéder. Mais cette pétition est rejetée, car apparemment un accord avait été passé dans les années 1220 entre Thomas Durward, le père d'Alan, et le comte Duncan. Par cet accord, Durward renonçait au titre de mormaer de Mar, et recevait une grande partie du territoire de Mar.
Le dernier représentant mâle de la lignée agnatique, Thomas de Mar, meurt en 1377. C'est sa sœur Margaret qui hérite des terres de l'honneur de Mar. Son mari, William Douglas († 1384), 1er comte de Douglas, est fait comte de Mar en juillet 1377, alors qu'il accompagne le roi dans le nord du royaume. À sa mort, son fils James Douglas (v.1358-1388) lui succède dans ses deux titres et domaines. La mort de Douglas en 1388 entraîne une dispute de succession. Malcolm Drummond († 1401/02), beau-frère du futur Robert III, a épousé Isabelle, sœur de Douglas. Drummond ne réussit pas à faire valoir les droits de sa femme sur l'honneur de Douglas, qui passe à Archibald Douglas the Grim (v.1320-1400), seigneur de Galloway. Il obtient toutefois la possession des terres de l'honneur de Mar avant octobre 1393, et est autorisé à utiliser le titre de courtoisie de « lord de Mar ».
Drummond est capturé et emprisonné par des personnes inconnues (traditionnellement on pensait qu'Alexandre Stuart et Robert Stuart, duc d'Albany, étaient les responsables, mais c'est improbable). Il meurt en captivité en 1401/1402, sans descendance. En 1404, Isabelle, sa veuve, épouse Alexandre Stuart (v.1380-1435), fils illégitime d'Alexandre Stuart (v.1345-1405), 1er comte de Buchan. Un premier contrat de mariage n'est pas validé. Robert Stuart, duc d'Albany, oncle d'Alexandre, devenu lieutenant du royaume, dicte ses conditions : Alexandre Stuart est autorisé à épouser Isabelle et à posseder le titre de Mar, mais ce dernier ne pourra être transmis à ses héritiers, et ira au contraire à ceux de sa femme. Alexandre porte le titre jusqu'à sa mort, sans descendance légitime en 1435. En 1426, il avait réussi à obtenir que son fils illégitime Thomas lui succède, mais celui-ci meurt avant lui.
À sa mort, ses possessions reviennent à la couronne, ce qui engendre une dispute qui dure plus de vingt ans. En effet, le titre et les terres auraient dû revenir aux héritiers de la comtesse, mais le roi Jacques Ier les revendique en vertu des clauses de réversion conclues en 1426, en l'absence d'héritier mâle. La question reste en suspens jusqu'en 1457, date à laquelle une décision de justice dispose que les terres sont des possessions de la Couronne. Les Erskine descendants du comte Gartnait († v. 1302) par ligne féminine (à travers Janet Keith, arrière-petite-fille du comte) ne cesseront de revendiquer l'héritage.

### Créations suivantes
Entre juin 1458 et juin 1459, le titre est recréé sous la forme comte de Mar et Garioch (Garioch était jusque-là une seigneurie indépendante de Mar) pour John Stuart (1457?-1479/80), par son père le roi Jacques II.  Le titre passe ensuite un autre de ses fils, Alexandre, duc d'Albany, avant de lui être repris en raison de son alliance avec les Anglais.
Alexandre Stuart (v. 1454-1485), 1er duc d'Albany, fils de Jacques II et frère de Jacques III d'Écosse, tente de s'emparer du trône de son frère. En 1482, il a le contrôle de la majeure partie du royaume, et le soutien de nombreux hommes forts. Il s'auto-proclame alors lieutenant-général du royaume. Pour l'historien écossais Roland J. Tanner, Albany commet alors l'erreur de prendre le titre de comte de Mar. Il s'aliène alors le soutien George Gordon (1440/41-1501), 2e comte de Huntly, qui avait des vues sur les terres du territoire de Mar, et qui rejoint le parti royaliste. Fin 1482, sa fonction de lieutenant-général n'est pas confirmée par le Parlement écossais, et il perd quelques-uns de ses soutiens. Après plusieurs tentatives de reprendre le dessus, il est finalement contraint à l'exil en 1484.
Le titre est recréé pour John Stuart († 1503), troisième fils survivant de Jacques III d'Écosse, sous la forme de comte de Mar et Garioch en 1486. Il meurt sans jamais avoir été marié en 1503.
La veille de son mariage, le 7 février 1562, James Stuart (1531/2-1570), fils illégitime de Jacques V d'Écosse et de Margaret Erskine, régent d'Écosse, déjà créé 1er comte de Moray quelques jours plus tôt, obtient en plus le titre de comte de Mar. Il cesse de l'utiliser en septembre 1562, peut-être par respect pour la revendication de la famille de sa mère envers ce titre.

### Dispute sur la création de 1565
Le 23 juin 1565, le titre de comte de Mar est restauré (ou recréé) pour John Erskine par Marie, reine d'Écosse. Le titre passe à ses descendants jusqu'au neuvième comte. Celui-ci obtient de succéder au titre de comte de Kellie, mais meurt sans descendance en 1866. Le titre de comte de Kellie passe à son cousin Walter Erskine, héritier en ligne agnatique. Par contre, le titre de comte de Mar passe à son neveu John Francis Goodeve, son « héritier général », car on considère  que la création de 1565 permet la transmission aux femmes. Goodeve décide de changer de patronyme et ajoute celui de sa mère au sien, devenant Goodeve-Erskine. Sa succession est implicitement approuvée par tous ses pairs. Toutefois, Walter Erskine, l'héritier du titre de comte de Kellie dépose quelque temps plus tard une pétition contestant cette succession, et demande à la Chambre des lords de confirmer qu'il est bien le successeur légitime. Sa revendication s'appuie sur les conditions de donation du titre et de l'honneur de Mar à John Erskine († 1572) en 1565, et à Alexandre Stuart (v.1380-1435), plus de 400 ans plus tôt.
Son fils, le 13e comte de Kellie poursuit cette revendication, contrée par celle de Goodeve-Erskine. En 1875, la Chambre des lords décide qu'en 1565, John Erskine est le bénéficiaire d'une nouvelle création, par défaut transmissible uniquement en ligne agnatique, et que donc le comte de Kellie est l'héritier légitime. Cette décision est perçue par de nombreux pairs comme injuste. En 1885, une loi est donc votée par le Parlement, The Earldom of Mar Restitution Act, stipulant qu'à cause des doutes entourant la création de 1565, il sera considéré qu'il existe deux titres différents de comte de Mar. Le premier est celui de 1565 comme établi par la Chambre des lords en 1875 ; le second est celui revendiqué par Goodeve-Erskine comme étant l'ancien titre toujours existant, porté en dernier par Alexandre Stuart à partir de 1404, et donc transmissible à tout héritier. Il y a donc de nos jours deux comtes de Mar différents.

## Liste desmormaers/comtes de Mar

### Mormaers et premiers comtes
- ?-1014 : Domhnall/Donald (en) († 1014), tué à la bataille de Clontarf, fils de Emkin, petit-fils de Cainnech[12].
- v.1115-v.1141 :  Gille Chlerig/Gylocher (en) ou Ruadri (en)
- v.1141-av.1183: Morgrund mac Gylocher († 1183), 2e comte ;
- av.1183-v.1207 : Gille Críst/Gillechrist ;
  - 1210-1220 : Thomas Durward petit-fils de Gillechrist par sa mère, prétendant ;
- v.1228-v.1243 : Duncan († 1242/44), 4e comte, fils de Morgrund ;
- v.1244-v.1281 : William († 1281 ou avant), 5e comte, fils de Duncan ;
- v.1281-v.1297 : Donald (I) († 1297 ou après), 6e comte, fils de William ;
- v.1297-1305 : Gartnait († v. 1305), fils de Donald (I) ;
- 1305-1332 : Donald (II) (1293-10 novembre 1332), fils de Gartnait, régent d'Écosse en 1332, tué à la Bataille de Dupplin Moor ;
- 1332-1377 : Thomas (v.1330-1377), fils de Donald (II). Meurt sans descendance ;
  - Margaret (en) (v. 1393), sœur et héritière de Thomas, fille de Donald (II), hérite de l'honneur de Mar ;
- 1377-1384 : William Douglas († 1384), 1er comte de Douglas, premier époux de Margaret ; fait comte de Mar par le roi après la mort de son beau-frère ;
  - John Swinton († 1402), second époux de Margaret, utilise le titre de lord of the earldom of Mar ;
- 1384-1388 : James Douglas (v.1358-1388), 2e comte de Douglas, succède à son père. Meurt sans descendance ;
  - Isabelle (en) († 1408), fille de Margaret et de William Douglas, hérite de l'honneur de Mar à la mort de son frère ;
  - Malcolm Drummond († 1401/02), premier époux d'Isabelle, autorisé à utiliser en 1393 le titre de courtoisie de Lord de Mar ;
- 1404-1435 : Alexandre Stuart (v.1380-1435), second époux d'Isabelle en 1404. Fils illégitime d'Alexandre Stuart (v.1345-1405), 1er comte de Buchan, lui-même fils du roi Robert II d'Écosse. Est appelé comte de Mar à partir de son mariage.

Les terres et le titre de Mar retournent à la couronne malgré les revendications des Erskine. En 1885, le Parlement du Royaume-Uni passe The Earldom of Mar Restitution Act stipulant que la saisie des terres par le roi Jacques était illégale, et que ce titre est toujours existant. Les personnes suivantes étaient donc comtes de jure (de droit), mais pas de facto (dans les faits).
- 1435-1451/52 : Robert Erskine (de) († 1451/52), 1er lord Erskine, descendant du comte Gartnait ;
- 1451/52-1494 : Thomas Erskine (de) († 1494), 2e lord Erskine ;
- 1494-1510 : Alexander Erskine (de) († 1510), 3e lord Erskine ;
- 1510-1513 : Robert Erskine (de) († 1513), 4e lord Erskine ;
- 1513-1552 : John Erskine (en) († 1555), 5e lord Erskine ;

Comtes de jure et de facto (ce sont les mêmes que dans la création de 1565 jusqu'en 1866) :
- 1555-1572 : John Erskine († 1572), 6e lord Erskine, lord de Garioch, 1er (ou 17e) comte de Mar ;
- 1572-1634 : John Erskine (v.1562-1634), fils du précédent ;
- 1634-1653 : John Erskine (en) (v.1585-1653), fils du précédent ;
- 1653-1668 : John Erskine (de) († 1668), fils du précédent ;
- 1668-1689 : Charles Erskine (en) (1650-1689), fils du précédent ;
- 1689-1716 : John Erskine (v.1675-1732), créé duc de Mar dans la pairie jacobite en 1715. Dépouillé de ses titres en 1716 ;
- 1824-1825 : John Francis Erskine (en) (1741-1825), arrière-petit-fils du 5e comte ;
- 1825-1828 : John Thomas Erskine (de) (1772-1828), fils du précédent ;
- 1828-1866 : John Francis Miller Erskine (de) (1795-1866), 11e comte de Kellie en 1829, fils du précédent ;
- 1866-1930 : John Francis Erskine Goodeve-Erskine (ja) (1836-1930), confirmé comte en 1885 par le Parlement ;
- 1930-1932 : John Francis Hamilton Sinclair Cunliffe Brooks Forbes Goodeve-Erskine (ja) (1868-1932), fils du précédent ;
- 1932-1935 : Lionel Walter Erskine-Young (ja) (1891-1965), descendant de John Thomas Erskine ;
- 1935-1975 : James Clifton de Mar (en) (1914-1975), descendant de John Thomas Erskine ;
- depuis 1975 : Margaret Alison de Mar (née en 1940), descendante de John Thomas Erskine.

### Comte de Mar et Garioch (1458/59)
- 1458/59-1479/80 : John Stuart (1457?-1479/80), fils de Jacques II. Dépouillé de son titre et probablement exécuté.

### Comte de Mar (1482)
Il prend de lui-même ce titre.
- 1482-1484 : Alexandre Stuart (v. 1454-1485), 1er duc d'Albany, fils de Jacques II et frère de Jacques III d'Écosse.

### Comte de Mar et Garioch (1486)
- 1486-1503 : John Stuart (en) († 1503), troisième fils survivant de Jacques III d'Écosse.

### Comte de Mar (1562)
- 1562-1565 : James Stuart (1531/2-1570), 1er comte de Moray, régent d'Écosse. Fils illégitime de Jacques V d'Écosse et de Margaret Erskine. Cesse d'utiliser le titre en septembre 1562.

### Comte de Mar (1565)
- 1565-1572 : John Erskine († 1572), lord Erskine, lord of Garioch ;
- 1572-1634 : John Erskine (v.1562-1634), fils du précédent ;
- 1634-1653 : John Erskine (en) (v.1585-1653), fils du précédent ;
- 1653-1668 : John Erskine (de) († 1668), fils du précédent ;
- 1668-1689 : Charles Erskine (en) (1650-1689), fils du précédent ;
- 1689-1716 : John Erskine (v.1675-1732), créé duc de Mar dans la pairie jacobite en 1715. Dépouillé de ses titres en 1716 ;
- 1824-1825 : John Francis Erskine (en) (1741-1825), arrière-petit-fils du 5e comte ;
- 1825-1828 : John Thomas Erskine (de) (1772-1828), fils du précédent ;
- 1828-1866 : John Francis Miller Erskine (de) (1795-1866), 11e comte de Kellie en 1829, fils du précédent ;
- 1866-1872 : Walter Coningsby Erskine (1810-1872), 12e comte de Kellie, cousin du précédent, reconnu comte après sa mort ;
- 1872-1888 : Walter Henry Erskine (en) (1839-1888), 13e comte de Kellie, fils du précédent. Reconnu en 1875 ;
- 1888-1955 : Walter John Francis Erskine (en) (1865-1955), 14e comte de Kellie ;
- 1955-1993 : John Francis Hervey Erskine (1921-1993), 15e comte de Kellie ;
- depuis 1993 : James Thorne Erskine (né en 1949), 16e comte de Kellie.

### Sources
- (en) John L. Roberts, Lost Kingdoms, Celtic Scotland and the Middle Ages, Edinburgh, Edinburgh University Press, 1997, 230 p. (ISBN 0748609105).
- « Earls of Mar » sur Leigh Rayment's Peerage Page.
- (en) Steve Boardman & Alasdair Ross (sous la direction de), The exercice of power in Medieval Scotland c.1200-1500, Dublin, Four Courts Press, 2003 (ISBN 9-781851-827497), p. 46-66 Richard Oram: The earls and earldom of Mar, c.1150-1300.